# كوجيرو ناكانو
كوجيرو ناكانو (باليابانية: 中野 小次郎) (مواليد 5 مارس 1999) هو لاعب كرة قدم ياباني.

## وصلات خارجية
- كوجيرو ناكانو على موقع رابطة كرة القدم اليابانية للمحترفين (اليابانية)
- كوجيرو ناكانو على موقع قاعدة بيانات كرة القدم.إي يو (الإنجليزية)
- كوجيرو ناكانو على موقع Soccerway.com (الإنجليزية)
- كوجيرو ناكانو على موقع عالم كرة القدم.نت (الإنجليزية)